# Suilan
Suilan, Velichi Suilan o Zovilon (in croato: Svilan) è un isolotto disabitato della Croazia, situato di fronte alla costa dalmata settentrionale, a ovest di Rogosnizza. Dal punto di vista amministrativo appartiene al comune di Capocesto, nella regione di Sebenico e Tenin.

## Geografia

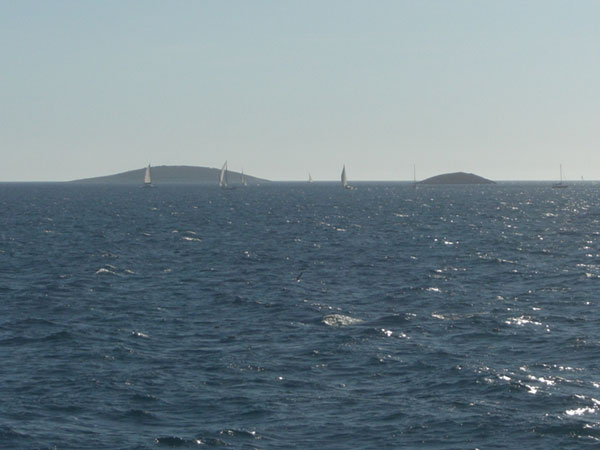
Suilan e Barile

Svilan si trova in mare aperto 3,3 km a sud-ovest di punta Zeceva (rt Zečevo), detta anche punta della Lepre, e a circa 6 km dal porto di Rogosnizza. L'isolotto ha una superficie di 0,093 km² e uno sviluppo costiero di 1,17 km. Circa 2 km a sud-est si trova la secca Spaun (Veli brak).

### Isole adiacenti
- Gherbavaz (Grbavac) , a nord-nord-ovest, a 2,6 km[2].
- Barile[12][13] o Barilaz[5][7] (Barilac), piccolo scoglio rotondo a nord-nord-est, a 1,1 km di distanza; ha una superficie di 0,0072 km²[8] e una costa lunga 312 m[8] 43°33′33″N 15°53′54″E.
- San Simone (Jaz), 3,2 km[2] a est.
- Mulo[14][15] (hrid Mulo), piccolo scoglio alto 15 m[2], con una superficie di 0,00396 km²[8] e una costa lunga 241 m[8] sul quale c'è un faro costruito nel 1873[16] 43°32′14″N 15°58′06″E.

### Cartografia
- (HR) Mappa topografica della Croazia 1:25000, su preglednik.arkod.hr. URL consultato il 15 ottobre 2017.
- G. Giani, Carta prospettiva delle Comuni censuarie della Dalmazia, foglio 6, 1839. Fondo Miscellanea cartografica catastale, Archivio di Stato di Trieste.
- Carta di cabottaggio del mare Adriatico, foglio IX, Milano, Istituto geografico militare, 1822-1824. URL consultato il 16 ottobre 2017 (archiviato dall'url originale il 13 aprile 2013).